# Municipio de Franklin (condado de Washington, Iowa)
El municipio de Franklin (en inglés: Franklin Township) es un municipio ubicado en el condado de Washington en el estado estadounidense de Iowa. En el año 2010 tenía una población de 474 habitantes y una densidad poblacional de 5,34 personas por km².

## Geografía
El municipio de Franklin se encuentra ubicado en las coordenadas 41°17′24″N 91°46′59″O / 41.29000, -91.78306. Según la Oficina del Censo de los Estados Unidos, el municipio tiene una superficie total de 88.69 km², de la cual 88,58 km² corresponden a tierra firme y (0,12 %) 0,11 km² es agua.

## Demografía
Según el censo de 2010, había 474 personas residiendo en el municipio de Franklin. La densidad de población era de 5,34 hab./km². De los 474 habitantes, el municipio de Franklin estaba compuesto por el 98,31 % blancos, el 0,21 % eran afroamericanos, el 0,42 % eran amerindios, el 0,21 % eran de otras razas y el 0,84 % eran de una mezcla de razas. Del total de la población el 1,69 % eran hispanos o latinos de cualquier raza.